# Aseraggodes
Aseraggodes är ett släkte av fiskar. Aseraggodes ingår i familjen tungefiskar.

## Dottertaxa tillAseraggodes, i alfabetisk ordning[1]
- Aseraggodes albidus
- Aseraggodes auroculus
- Aseraggodes bahamondei
- Aseraggodes beauforti
- Aseraggodes borehami
- Aseraggodes brevirostris
- Aseraggodes chapleaui
- Aseraggodes cheni
- Aseraggodes corymbus
- Aseraggodes crypticus
- Aseraggodes cyaneus
- Aseraggodes cyclurus
- Aseraggodes diringeri
- Aseraggodes dubius
- Aseraggodes filiger
- Aseraggodes firmisquamis
- Aseraggodes guttulatus
- Aseraggodes haackeanus
- Aseraggodes heemstrai
- Aseraggodes heraldi
- Aseraggodes herrei
- Aseraggodes holcomi
- Aseraggodes jenny
- Aseraggodes kaianus
- Aseraggodes kimurai
- Aseraggodes kobensis
- Aseraggodes lateralis
- Aseraggodes lenisquamis
- Aseraggodes longipinnis
- Aseraggodes magnoculus
- Aseraggodes matsuurai
- Aseraggodes melanostictus
- Aseraggodes microlepidotus
- Aseraggodes nigrocirratus
- Aseraggodes normani
- Aseraggodes ocellatus
- Aseraggodes orientalis
- Aseraggodes pelvicus
- Aseraggodes persimilis
- Aseraggodes ramsaii
- Aseraggodes satapoomini
- Aseraggodes senoui
- Aseraggodes sinusarabici
- Aseraggodes steinitzi
- Aseraggodes suzumotoi
- Aseraggodes texturatus
- Aseraggodes therese
- Aseraggodes umbratilis
- Aseraggodes whitakeri
- Aseraggodes winterbottomi
- Aseraggodes xenicus
- Aseraggodes zizette